# Villa Savorgnan (Sequals)
Villa Savorgnan è una villa cinquecentesca situata nella frazione di Lestans nel comune di Sequals, in provincia di Pordenone. La villa risale alla seconda metà del Cinquecento e fu la residenza estiva e la sede giurisdizionale dei feudo dei conti Savorgnan a Lestans, di cui un ramo è parte della famosa famiglia Foscarini di Venezia e degli Zanutto di Prata. Il feudo passò ai Conti Savorgnan nel 1511 sino al periodo napoleonico..

## Descrizione
Presenta in facciata un blocco sporgente centrale sopraelevato, con angoli in pietra, coronato da un frontone con al centro un piccolo rosone, una trifora con balcone al primo piano e una bifora al secondo piano; al piano terra è un semplice portale ad arco incorniciato in pietra tra due finestre.

### Raccolta archeologica
Dal 1991, su iniziativa del comune di Sequals, la villa ospita una raccolta archeologica, con oggetti rinvenuti nel territorio fra Meduna e Tagliamento (comuni di Sequals, Meduno, Travesio e Pinzano al Tagliamento) nel corso di indagini di prospezione archeologica  e da scavi autorizzati e coordinati dalla soprintendenza ai beni archeologici del Friuli Venezia Giulia. Gli oggetti custoditi nella raccolta spaziano cronologicamente dalla preistoria all'età medievale.
Sono ospitati nella raccolta:
- manufatti litici attribuiti all'Homo neanderthalensis (palude di Sequals), mesolitici  (Prà Feletta e Casera Valinis di Meduno, Borgo Ampiano di Pinzano al Tagliamento, monte Cjaurleç), neolitici ed eneolitici (palude di Sequals, Borgo Ampiano, Anarêt di Valeriano di Pinzano al Tagliamento ed altri siti);
- reperti di epoca romana provenienti da diversi siti archeologici nel territorio e corredi funerari dalle necropoli di età imperiale di Lestans e Borgo Ampiano;
- copie di due matrici di oreficeria altomedievali (di epoca longobardo-carolingia) cividalesi, i cui originali sono conservati nel Museo archeologico nazionale di Cividale del Friuli;
- oggetti medievali e rinascimentali provenienti dai castelli di Toppo e di Spilimbergo ed una piccola raccolta di ceramica rinascimentale proveniente da uno scavo archeologico nella località Crûz di Castelnovo.

La raccolta archeologica della villa fa parte della rete museale "Lis Aganis", ecomuseo regionale delle Dolomiti friulane.